# Zaniewicze (obwód grodzieński)
Zaniewicze (biał. Занявічы, ros. Заневичи) – wieś na Białorusi, w obwodzie grodzieńskim, w rejonie grodzieńskim, w sielsowiecie Indura.
Znajduje tu się rzymskokatolicka parafia Najświętszego Serca Pana Jezusa i św. Jozafata w Zaniewiczach.

## Historia
Dawniej okolica szlachecka. W dwudziestoleciu międzywojennym wieś leżała w Polsce, w województwie białostockim, w powiecie grodzieńskim, w gminie Indura.
Według Powszechnego Spisu Ludności z 1921 roku wieś zamieszkiwało 210 osób, 184 było wyznania rzymskokatolickiego, 18 prawosławnego a 8 mojżeszowego. Wszyscy mieszkańcy zadeklarowali polską przynależność narodową. Było tu 36 budynków mieszkalnych.
Miejscowość należała do parafii rzymskokatolickiej Najświętszego Serca Jezusowego w Zaniewiczach i parafii prawosławnej w Indurze.
Podlegała pod Sąd Grodzki w Indurze i Okręgowy w Grodnie; właściwy urząd pocztowy mieścił się w Indurze.

## Ludzie związani z Zaniewiczami
- Józef Staniewski - arcybiskup metropolita mińsko-mohylewski